# Умереть от счастья
Умереть от счастья  - пятый студийный альбом группы 25/17, выпущенный 28 февраля 2017 года на лейбле #MUSICDISTRIBUTION. 22 июля альбом был выпущен на аудиокассетах. Данный альбом является приквелом к «Байкам из склепа», седьмому студийному альбому группы.
Альбом посвящён эпохе 1990-х годов в России. Песни перемежаются короткими прозаическими вставками, в которых рассказываются короткие истории по заявленной теме альбома. Текст читает актёр Андрей Филиппак.
В записи альбома приняли участие Ёлка, Ноггано, Loc-Dog, Глеб Самойлов и Сергей Летов. Музыку к альбому написал Андрей «Кит» Чернышов и Антон «Ант» Завьялов.
После выхода альбома группа несколько раз сыграла в городах России одноимённый концерт-спектакль Умереть от счастья, основанный на песнях из альбома. Спектакли прошли в Москве, Воронеже, Екатеринбурге, Омске и Санкт-Петербурге.

## Участники записи
- музыка: Андрей «Кит» Чернышов и Антон «Ант» Завьялов
- слова: Андрей Бледный
- текст читает: Андрей Филиппак
- сведение и мастеринг: Богдан Солодовник, Антон Завьялов
- оформление: Андрей Давыдовский

## Список композиций
| №   | Название                                             | Длительность |
| --- | ---------------------------------------------------- | ------------ |
| 1.  | «Свидетели»                                          | 0:17         |
| 2.  | «Вернись»                                            | 3:09         |
| 3.  | «Гроб»                                               | 0:25         |
| 4.  | «Череп»                                              | 3:39         |
| 5.  | «Скорая помощь»                                      | 0:22         |
| 6.  | «Дурачок» (при участии Глеб Самойлов & Сергей Летов) | 4:06         |
| 7.  | «Усы»                                                | 0:49         |
| 8.  | «Быть взрослым»                                      | 2:25         |
| 9.  | «Старые тропы»                                       | 0:34         |
| 10. | «Меломан» (при участии Ёлка)                         | 3:34         |
| 11. | «Чёрный пистолет»                                    | 0:29         |
| 12. | «Голуби» (при участии Ноггано)                       | 3:54         |
| 13. | «Лужи»                                               | 0:24         |
| 14. | «Умереть от счастья» (при участии Loc-Dog)           | 5:21         |
| 15. | «Монстры»                                            | 0:15         |

## Похвала
По итогам читательского голосования на портале RAP.RU Умереть от счастья был выбран «Лучшим альбомом на русском языке», выпущенным в 2017 году. По итогам года портала RAP.RU альбом занял 9 место в списке «22 лучших русских альбома 2017 года». Альбом занял 12 место в списке «50 отечественных альбомов 2017 года» на портале The Flow. Альбом занял 3-е место в рейтинге «Топ-30 альбомов 2017 года» от паблика «Рифмы и Панчи». Песня «Меломан» вошла в список «50 лучших треков 2017 года» по версии портала The Flow.

## Рецензии и отзывы
В постмодернистском котле 25/17 чавкают олдскульные биты, звучат далекие добрые голоса, напоминающие о радиоспекталях, и время от времени врываются актуальные для современной поп-культуры мотивы — «Трэйнспоттинг» и Depeche Mode, две константы, которые являются основопалагающими для общения мужчин за тридцать, которым нужно о чём-то поговорить при встрече. К старому товарищу, бубнящему на одной и той же ноте про то, как ты спал под столом 25 лет назад (или включал Мадонну во время секса), нужно относиться также — с иронией и жутковатым пониманием, что ему нравится рассказывать одно и то же.— Борис Даль, журнал Rolling Stone